# الحركة الخضراء الإيرانية

شعار الحركة الخضراء

التحرك الأخضر (بالفارسية: جنبش سبز) هو الاسم الذي أطلق على الأحداث التي حصلت في إيران (حزيران 2009) بعد الانتخابات الرئاسية الإيرانية 2009، حيث أعلنت الحكومة الإيرانية فوز المرشح محمود أحمدي نجاد للانتخابات الرئاسية بولاية ثانية. ولكن عدداً كبيراً من الإيرانيين بدؤوا بالاحتجاج على التزييف الذي ادعوا وجوده في الانتخابات، واتخذت هذه الاحتجاجات والتحركات هذا الاسم بعد ذلك، واللون الأخضر هو اللون الذي اتخذه زعيم المعارضة الإيرانية مير حسين موسوي في حملته الانتخابية.
الشعار الرئيسي للحركة هو "أين صوتي؟"، وقد انتشر هذا التحرك بين الإيرانيين في جميع أنحاء العالم، وشارك العديد من الفنانين العالميين في هذا التحرك مثل الفنان بون جوفي، كما شاركت الكثير من مواقع الإنترنت في هذا التحرك مثل فيسبوك وتويتر.